# Allenbatrachus meridionalis
Allenbatrachus meridionalis is een  straalvinnige vissensoort uit de familie van kikvorsvissen (Batrachoididae). De wetenschappelijke naam van de soort is voor het eerst geldig gepubliceerd in 2004 door Greenfield & Smith.